# Lara Joy Körner

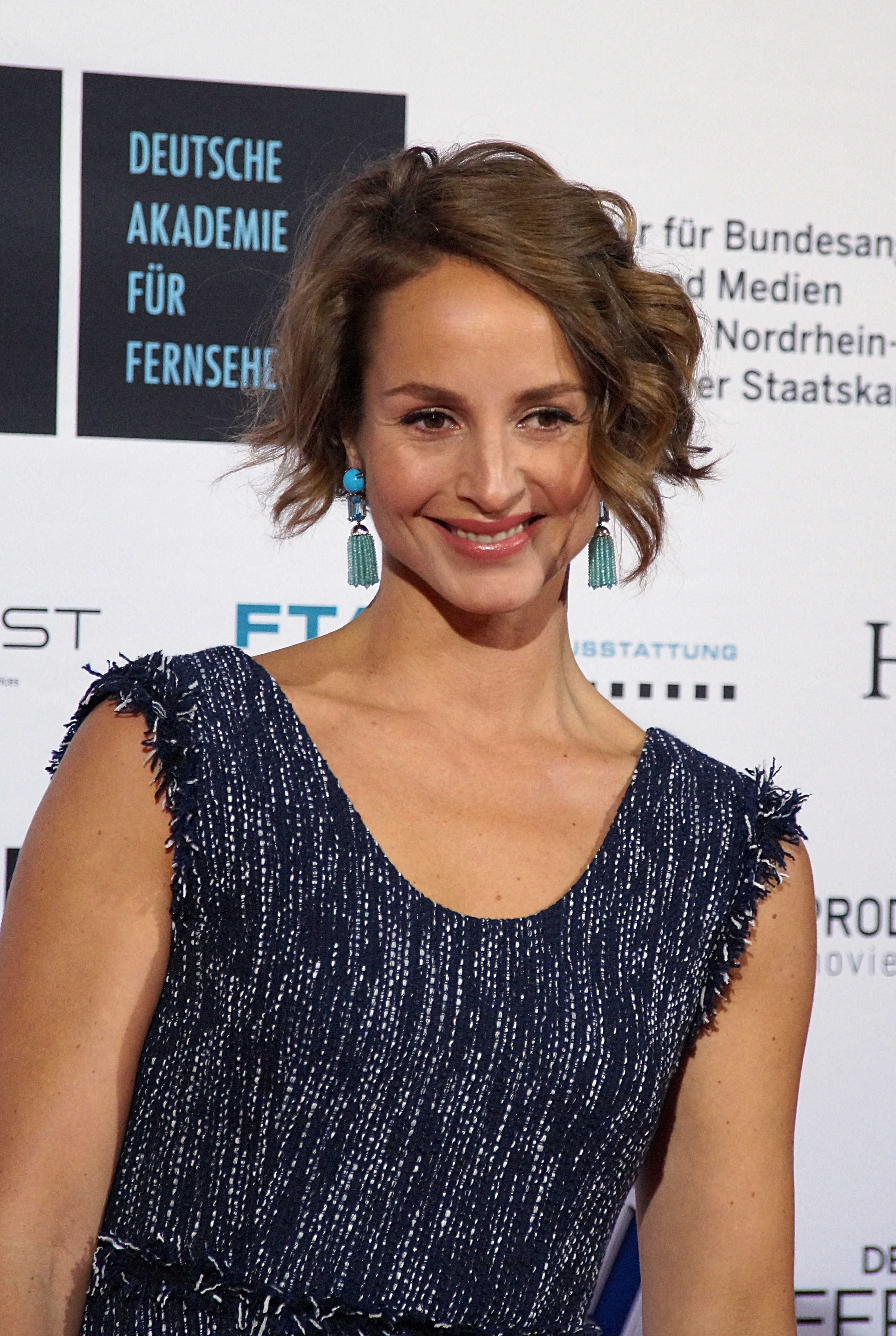
Lara Joy Körner (2015)

Lara Joy Körner (auch Lara-Joy Körner; * 28. Oktober 1978 in London) ist eine deutsche Schauspielerin.

## Leben und Wirken
Lara Joy Körner ist die Tochter der Schauspielerin Diana Körner und des Börsenmaklers Michael Büchter. Ihre Halbschwester ist die Schauspielerin Jenny-Joy Kreindl (* 1982).
Ihre Schauspielausbildung absolvierte Körner in den 1990er-Jahren an der Schauspielschule von Ruth von Zerboni in München. Mit ihrer Mutter stand sie 1999 in Goethes Stella am Fränkisch-Schwäbischen Städtetheater in Dinkelsbühl gemeinsam auf der Bühne. Ihren ersten gemeinsamen Filmauftritt hatten sie in Hotel Mama. Körner wirkte als Schauspielerin vor der Kamera in bisher über 60 Film-und-Fernsehproduktionen mit. Gelegentlich ist Körner als Synchronsprecherin tätig.
Lara Joy Körner ist Mutter von vier Söhnen, wovon drei ihrer Söhne aus einer bis 2013 bestehenden Ehe mit einem Unternehmer stammen. Körner lebt in München. Neben ihrer Muttersprache Deutsch spricht sie auch fließend Englisch.

## Filmografie
- 1992: Happy Holiday (Fernsehserie, 1 Folge)
- 1992–1995: Der Bergdoktor (Fernsehserie, 2 Folgen, verschiedene Rollen)
- 1994: Die Kommissarin (Fernsehserie, 1 Folge)
- 1995: Hotel Mama
- 1995: Tatort – Die schwarzen Bilder (Fernsehreihe)
- 1996: Guten Morgen, Mallorca (Fernsehserie, 1 Folge)
- 1995: Der Alte (Fernsehserie, Folge: Diesmal war es Mord)
- 1996: Derrick (Fernsehserie, Folgen: Mädchen im Mondlicht; Riekes trauriger Nachbar)
- 1997: Rosamunde Pilcher – Wind der Hoffnung
- 1998: Das Traumschiff – Jamaica/Galapagos (Fernsehreihe)
- 1998: Für alle Fälle Stefanie (Fernsehserie, 1 Folge)
- 1998: Tödliche Diamanten (1. Teil und 2. Teil)
- 1999: Prosit Neujahr
- 1999: Das Geheimnis des Rosengartens
- 1999: Rosamunde Pilcher – Das große Erbe
- 2000: Der Bulle von Tölz: www.mord.de (Fernsehreihe)
- 2000: Der Zauber des Rosengartens (1. Teil und 2. Teil)
- 2000: Die Verbrechen des Professor Capellari: Tote schweigen nicht (Fernsehreihe)
- 2001: Dr. Stefan Frank – Der Arzt, dem die Frauen vertrauen (Fernsehserie, Folge: Gottes Kinder)
- 2001: In aller Freundschaft (Fernsehserie, Folge 101: Starke Frauen, als Alexandra Kriegel)
- 2002: Entscheidung auf Mauritius
- 2002: Eva – ganz mein Fall (Miniserie)
- 2002: Rosamunde Pilcher – Bis ans Ende der Welt
- 2002: Utta Danella – Die Hochzeit auf dem Lande
- 2003: Die wilden Jungs
- 2004: Das Traumhotel – Sterne über Thailand (Fernsehreihe)
- 2004: Großstadtrevier (Fernsehserie, Folge: Zartbitter)
- 2004: Das Traumschiff – Sri Lanka
- 2005: Vera, die Frau des Sizilianers (1. Teil und 2. Teil)
- 2005: Rosamunde Pilcher – Zauber der Liebe
- 2006–2008: Der Arzt vom Wörthersee (Fernsehreihe, 4 Folgen)
- 2007: Rosamunde Pilcher – Nebel über Schloss Kilrush
- 2008: Das Traumschiff – Kilimandscharo, Malediven, Indien
- 2008: Eine Liebe in der Stadt des Löwen
- 2009: Mord in bester Gesellschaft – Das eitle Gesicht des Todes (Fernsehreihe)
- 2009: Das Traumhotel – Kap der Guten Hoffnung
- 2009: Inga Lindström – Das Herz meines Vaters
- 2010: Invasion vom Planeten Schrump (Kurzfilm)
- 2010: Lilly Schönauer – Verliebt in einen Unbekannten
- 2010: Kreuzfahrt ins Glück – Las Vegas
- 2011: Seerosensommer
- 2011: Film deines Lebens
- 2012: Rosamunde Pilcher – Ungezügelt ins Glück
- 2012: Kreuzfahrt ins Glück – Jersey
- 2012: Liebe, Babys und ein großes Herz (Fernsehserie, 1 Folge)
- 2012–2021: SOKO Köln (Fernsehserie, 2 Folgen, verschiedene Rollen)
- 2013–2018: SOKO München (Fernsehserie, 2 Folgen, verschiedene Rollen)
- 2014: In aller Freundschaft (Fernsehserie, Folge 630: Der Überraschungsgast, als Marike Stuven)
- 2014: Um Himmels Willen (Fernsehserie, 1 Folge)
- 2015: Meister des Todes
- 2015: Aktenzeichen XY … ungelöst (Fernsehreihe, 1 Folge)
- 2016–2024: Hubert ohne Staller (Fernsehserie, 2 Folgen, verschiedene Rollen)
- 2016: SOKO Stuttgart (Fernsehserie, Folge: Shopping Queen)
- 2017: Die Rosenheim-Cops (Fernsehserie, Folge: Musik bis zum Schluss)
- 2017: Hammer & Sichl (Fernsehserie, 1 Folge)
- 2017: Bettys Diagnose (Fernsehserie, 1 Folge)
- 2017: Die Bergretter (Fernsehserie, Folge: Entzug)
- 2018: SOKO Wismar (Fernsehserie, 1 Folge)
- 2018: Die Liebe deines Lebens
- 2020: In aller Freundschaft – Die jungen Ärzte (Fernsehserie, Folge: Zufall und Planung)
- 2020: Die Chefin (Fernsehserie, Folge: Nachtgestalten)
- 2020: Der Alte und die Nervensäge
- 2022: Ein Sommer auf Langeoog (Fernsehreihe)
- 2022: Das Traumschiff: Lappland
- 2025: Watzmann ermittelt (Fernsehserie, 1 Folge)